# اوژارگ
اوژارگ (به فرانسوی: Aujargues) یک کمون در فرانسه است که در canton of Sommières واقع شده‌است. اوژارگ ۶٫۸۵ کیلومتر مربع مساحت دارد ۷۰ متر بالاتر از سطح دریا واقع شده‌است.